# John Hall (Politiker, 1824)

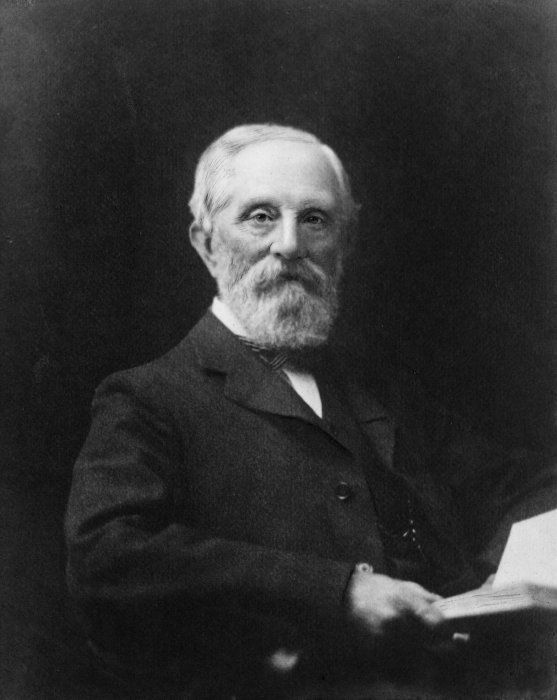
John Hall, ca. 1880

Sir John Hall (* 18. Dezember 1824 in Kingston upon Hull, England; † 25. Juni 1907 in Christchurch, Neuseeland) war neuseeländischer Politiker und Premierminister von Neuseeland.

## Leben und Wirken
Hall wuchs in England auf. Nachdem er ein Buch über Schafzucht gelesen hatte, emigrierte er nach Neuseeland, wo er am 31. Juli 1852 auf der Samarang eintraf. Er baute eine der ersten großen Schafzuchten der Region Canterbury auf.
1853 wurde er in den Provinzrat von Canterbury gewählt. Später stieg er über die Ränge eines Ratsmitglieds zum Town Council Chairman (De-facto-Bürgermeister) und Generalpostmeister auf. Er gelangte als Abgeordneter des Wahlbezirkes Heathcote in Christchurch ins Parlament.

### Premierminister
Am 8. Oktober 1879 wurde er zum 12. Premierminister von Neuseeland ernannt und löste George Grey im Amt ab. Sein Kabinett erweiterte das Wahlrecht für Männer. Eine moralisch fragwürdige Rolle spielte er durch seine Unterstützung der Regierung bei dem Konflikt mit den Māori in Parihaka, die zur Okkupation großer Gebiete der Māori und der Vertreibung und Inhaftierung zahlreicher Einwohner führte. Wegen schlechter Gesundheit trat er am 21. April 1882 vom Amt zurück. Sein Nachfolger wurde Frederick Whitaker. Im selben Jahr wurde er als Knight Commander in den Order of St. Michael and St. George aufgenommen.
1906 wurde er Bürgermeister von Christchurch, wo er 1907 starb.

### Frauenwahlrecht
Hall hatte im Gegensatz zu seinen sonst konservativen politischen Ansichten aktives Interesse an den Frauenrechten. In den letzten Jahren seines Lebens brachte er den Gesetzesentwurf ins Parlament ein, der 1893 dazu führte, dass Neuseeland als erstes Land weltweit das Frauenwahlrecht einführte.